# Četrtna skupnost Rudnik
Četrtna skupnost Rudnik je ožja enota Mestne občine Ljubljana, ki zajema ljubljanske južne predmestne in podeželske četrti med desnim bregom Ljubljanice in Golovcem (Rakovnik, Spodnji in Zgornji Rudnik, Rudnik, Galjevica, Ilovica) ter samostojni naselji Črna vas in Lipe na Barju.
Meri 2548 ha in ima 13.905 prebivalcev (2020).
V tej četrtni skupnosti imajo končna postajališča naslednje mestne avtobusne linije: št. 3 in N3 (obračališče Rudnik) ter št. 27 (NS Rudnik), v četrtni skupnosti pa obratujejo tudi mestne in integrirane linije, ki povezujejo center mesta z okoliškimi naselji v sosednjih občinah: 3B, N3B (Škofljica), 3G (Grosuplje), 19B (Jezero), ki pelje skozi Črno vas in Podpeč ter 19I (Iška vas) skozi Ig.
ČS Rudnik meji na severu na ČS Center (Prule) preko Golovca na Četrtno skupnost Golovec, preko Ljubljanice pa na ČS Trnovo in ČS Vič. Na jugu meji z občino Ig, Občino Škofljica na jugovzhodu (naselje Lavrica) in ČS Brezovica na zahodu.

## Društva

### Prostovoljno gasilsko društvo Ljubljana - Barje
Nahaja se v Četrtni skupnosti Rudnik. Začetki gasilstva na Barju segajo v leto 1895, vendar iz tega obdobja niso ohranjeni nobeni pisni dokumenti. Zato za uradni začetek gasilstva na Barju štejejo leto 1922.
Leta 1922 sta posestnika z Ilovice Ivan Vrbinc in Jože Kadunc pričela z organizacijskimi pripravami za ustanovitev Gasilskega društva Barje. Pridružil se jima je tudi takratni upravitelj osnovne šole na Barju Tit Grčar. Na prvih sestankih barjanskih moških, ki so bili v šoli na Barju, so izvolili pripravljalni odbor. Za predsednika tega odbora je bil izvoljen Ivan Vrbinc, za tajnika pa Tit Grčar. Člani odbora so bili iz Črne vasi, Hauptmanc, Lip, Ižanske ceste in Ilovice. Pripravljalni odbor je še v istem letu organiziral ustanovni občni zbor društva.
Gasilsko društvo Barje od PGD Ljubljana dobilo prvo ročno brizgalno. Svoje orodje in pripomočke so tedaj hranili v pomožnih objektih na dvorišču Osnovne šole Barje. V letu 1923 so gasilci opravili prvo posredovanje ob požaru na stanovanjski hiši ob Ižanski cesti. Z zbiranjem sredstev so leta 1928 kupili motorno brizgalno Rosenbauer. Leta 1929 so člani društva pričeli graditi gasilski dom - na kraju, kjer stoji še danes, in v istem obsegu. Zemljišče za gradnjo doma je podaril Ivan Vrbinc. Prostore v novo zgrajenem domu so gasilci pričeli uporabljati za svojo dejavnost že po dveh letih.
Poleg svoje osnovne dejavnosti so bili gasilci tudi pobudniki in hkrati gonilna sila razvoja kulturne dejavnosti na Barju. V tistih časih predvsem gledališke, saj so v svojem domu zgradili tudi dvorano z odrom in ostalo opremo, potrebno za dejavnost dramske skupine. Poleg gledališke skupine je pod okriljem gasilskega društva deloval tudi tamburaški ansambel. Med drugim je tudi na tak način društvo pridobivalo sredstva za nakup potrebne gasilske opreme. Na prvem vse-jugoslovanskem gasilskem kongresu leta 1930 so člani društva nastopili tako v povorki kot tudi pri prostih vajah s sekiricami. Istega leta je bila na pobudo Ivana Vrbinca ustanovljena prva naraščajniška desetina, v katero so bili vključeni pionirji do 14. leta starosti.
Leta 1934 je društvo kupilo moderno gasilsko vozilo Chevrolet, saj je bil prevoz s konjsko vprego prepočasen. Z nakupom tega vozila se je povečala učinkovitost društva, saj je omogočilo intervencijo na širšem območju ljubljanskega okoliša. Leta 1939 so člani izvedli vajo, v katero je bil vključen tudi letalski napad. V njej so sodelovali moški, ženske in pionirska desetina z orodjem. Prikazane so bile tudi samarijanske vaje, saj je društvo imelo tudi sanitetno desetino.
S pričetkom druge svetovne vojne je gasilska dejavnost popolnoma zamrla. Okupator je odpeljal del gasilskega orodja, ki ga ni bilo mogoče skriti. Prepovedano pa je bilo tudi delovanje gasilske organizacije. Mnoge člane se odpeljali v internacijo v taborišča Rab, Gonars in Dachau.
Po vojni so kmalu nadoknadili med vojno izgubljeno opremo in orodje. Pričeli so z rednimi vajami. Člani se še vedno udeležujejo prostovoljnega dela tekmovanj. Skozi pretekla leta je društvo pričelo s temeljito posodobitvijo voznega parka.
Gasilsko društvo je sodelovalo pri gašenju požarov v Lesnem kombinatu Logatec, Rudniku Idrija, Colorju Medvode, Tovarni čevljev v Novem mestu, Plutal na Viču, Inštitutu Jožef Štefan, Kemofarmaciji, Javnih skladiščih, Iskri, Emoni. Gasijo požare na stanovanjskih hišah in gospodarskih poslopjih. Pogosto posredujejo pri reševanjih ob poplavah.